# Adolphe Quetelet
Lambert Adolphe Jacques Quételet (født 22. februar 1796 i Gent, død 17. februar 1874 i Bruxelles) var en belgisk statistiker.
Quételet, hvis studiefag var matematik og naturvidenskab, vandt tidlig anseelse i den videnskabelige verden som astronom; 1826 grundede han det kongelige observatorium i Bruxelles, 1828 blev han dets direktør; fra 1856 var han lærer i astronomi
og geodæsi ved École Militaire i Bruxelles.
Utrolig produktiv som forfatter, med vid synskreds over videnskabens felter (derfor udmærket egnet til sin stilling som sekretær ved
videnskabsakademiet i Bruxelles), ildfuld og idérig bragte han liv rundt om i de talrige videnskabsgrene, han søgte at føre tilbage til en fælles stamme, en "social fysik", der skulle påvise årsagssammenhængen, "naturlovene", ikke alene i den fysiske, men også i den moralske og intellektuelle verden.

## Statistiske lovmæssigheder
Gennem tallene ville han klarlægge egne, der hidtil regnedes til den fri viljes domæne, og bringe dem ind under en naturmægtig, lovbunden regelmæssighed: "i de love, som styrer mennesket, er alt ordnet med en slig visdom, at mennesket tror at lyde sin egen vilje, imedens det kun adlyder dem": ægteskaber, fødsler, dødsfald, forbrydelser, vækstlivet i det menneskelige legeme etc. etc. foregår med en så forbavsende regelmæssighed, at man med et tilstrækkelig stort talmateriale og det rette statistiske apparat (sandsynlighedsregningen, den eksponentielle fejllov) så at sige kan forudsige deres gang.

## Gennemsnitsmennesket
Ad matematikkens veje nåede Quetelet således ind til statistikken og blev fornyer af den politiske aritmetik. Det er da også særlig som befolkningsstatistiker, han er bleven berømt, uanset at hans navn også nøje er knyttet til andre fag, blandt andet til fænologien. Som præsident for den statistiske centralkommission og chef for den administrative statistik i Belgien (fra 1841) fik han rig lejlighed til at fastslå statistikkens praksis. Utopiker i sin optimistiske tro på den internationale statistik blev han sjælen i de internationale statistiske kongresser og har i høj grad bidraget til et mellemfolkeligt statistisk samarbejde. Hans hovedværk på statistikkens og rimelighedsregningens område er Sur l’homme (2 bind, flere udgaver; udgaven fra 1869 udkom under titlen Physique sociale), Lettres à . . le duc régn. de Saxe-Cobourg et Gotha sur la théorie des probabilités (1846), Du système social et les lois, qui le régissent (1848) og Anthropométrie ou mesure des différentes facultés de l’homme (1870). I disse arbejder og talrige afhandlinger og skrifter (han gentog ofte sig selv) kom hans berømte l’homme moyen frem, "gennemsnitsmennesket" med dets penchant au crime, tendance au mariage etc., ikke blot en statistisk regningsenhed, men for Quetelet en realitet, en type.

## Kritik
Senere tider har rokket stærkt ved den høje piedestal, Samtiden satte ham på. Der er nok for en nøgtern kritik at tage fat i: hans overfladiske brug af talmaterialet, hans ofte forældede statistiske metoder, det uvidenskabelige i hans "gennemsnitsmenneske", hans vel flotte slutninger, der kan gøre effekt i det brede publikum, men ikke altid kan stå for en indgående kritik, etc.
Men har man end på talrige områder kunnet korrigere ham, har man dog ikke kunnet berøve ham geniets glans. Quetelet var ikke blot den glimrende popularisator af statistikken, han indvandt hidtil ukendt land for den (antropometrien med mere), og fornyende og ansporende satte han den de høje mål. Ikke med urette betegner man ham som den moderne statistiks grundlægger.
Af Quetelets skrifter kan i øvrigt fremhæves: Instructions sur les probabilités (1828), Recherches sur le penchant au crime aux différents âges (2. oplage 1833) og Sur les tables de mortalités (1854).